# Santa Ana (kommunhuvudort i Spanien, Extremadura, Provincia de Cáceres, lat 39,31, long -5,99)
Santa Ana är en kommunhuvudort i Spanien.   Den ligger i provinsen Provincia de Cáceres och regionen Extremadura, i den centrala delen av landet, 230 km sydväst om huvudstaden Madrid. Santa Ana ligger 489 meter över havet och antalet invånare är 333.
Terrängen runt Santa Ana är platt åt nordväst, men åt sydost är den kuperad. Runt Santa Ana är det glesbefolkat, med 8 invånare per kvadratkilometer. Närmaste större samhälle är Miajadas, 18,8 km söder om Santa Ana. Omgivningarna runt Santa Ana är huvudsakligen savann.